# Les Ventoses
Les Ventoses es una localidad perteneciente al municipio de Preixéns, en la provincia de Lérida, comunidad autónoma de Cataluña, España. En 2018 contaba con 76 habitantes.

## Historia
Hacia mediados del siglo XIX, el lugar, ya por entonces perteneciente a Preixéns, tenía contabilizada una población de 50 habitantes. Aparece descrito en el decimoquinto volumen del Diccionario geográfico-estadístico-histórico de España y sus posesiones de Ultramar de Pascual Madoz de la siguiente manera:

VENTOSAS: l. que forma parte del distr. municipal de Preixans, en la prov. de Lérida (9 horas), part. jud. de Balaguer (3), aud. terr. y c. g. de Barcelona (27), arciprestazgo de Ager: sit. en una pequeña eminencia á la der. del riach . de Sio; clima templado y benigno, pues solo se padecen algunas calenturas intermitentes. Consta de unas 20 casas distribuidas en 2 calles sin empedrar y una plaza; é igl. (San Pedro) aneja de la parr. de Pradell. El cementerio está á unos 20 pasos del pueblo por la parte del E. Confina el térm. por el N. con Mondar; E. y S. Pradell, y O. Butsenit; se estiende 3/4 de leg. de N. á S. y 1/4 de E. á O. comprendiendo algunas canteras de piedra, cal y yeso, y una balsa donde se recogen las aguas pluviales, ademas de fuentecillas próximas al Sio. El terreno es de secano, esceptuando una pequeña parte que se riega con las aguas de dicho r. Los caminos dirigen á Agramunt y Balaguer en regular estado, y la correspondencia se recibe del primer punto. prod.: trigo de todas clases, vino y aceite; hay caza de conejos y perdices en abundancia, y pesca de pocos barbos y anguilas. pobl.: 7 vec., 50 alm. riqueza imp.: 19,410 rs. contr.: el 14'48 por 100 de esta riqueza.
(Madoz, 1849, p. 666)